# Gede
Gede, Gedi of Kilimani is een dorp in de Keniaanse county Kilifi. Gede telt ongeveer 600 inwoners.
Het is een dorp met een geschiedenis van Swahili-cultuur, ten zuiden van Malindi en ten noorden van Watamu. De term Gede betekent Kostbaar in het Afaan Oromo. Deze naam moet aan de stad zijn gegeven nadat de laatste Oromo-leiders de toenmalige stad in de zestiende eeuw hadden verlaten.

## Archeologische opgravingen
Er bestaan bijna geen documenten over Gede, de enige sporen zijn archeologisch. Gedi heeft een archeologische vindplaats, direct ten oosten van het hedendaagse Gedi in het Arabuko Sokoke-woud waar ook in het noordelijk deel het nationaal park Arabuko Sokoke is ingebed. Opgravingen begonnen in Gedi in 1948 onder toezicht van James Kirkman, en duurden tot 1958 met intermitterende opgravingen die plaatsvonden van de jaren 1960 tot de jaren 1980. Kirkman groef de gebouwen op in de kern van de stad, waaronder het paleis en verschillende moskeeën en huizen, en ruimde en repareerde ook de muren. De Grote Moskee werd opgegraven in 1954 en het paleis werd opgegraven in 1963. Na zijn opgraving van de Grote Moskee werd Kirkman's rapport "The Arab City of Gedi, The Great Mosque, Architecture and Finds" gepubliceerd, gevolgd door een reeks monografieën en papers.
De vindplaats leverde artefacten van een oude stad gebouwd van koraal, aarde en gips. De site van Gedi omvat een ommuurde stad en het buitengebied. Alle staande gebouwen in Gedi, waaronder moskeeën, een paleis, een fort en talloze huizen, zijn gemaakt van steen, hebben één verdieping en zijn ongelijk verdeeld over de stad. Er zijn ook grote open gebieden in de nederzetting die huizen van aarde en riet bevatten. Stenen "pilaargraven" zijn een onderscheidend type Swahili kust-architectuur die ook in Gedi te vinden is. De huizen waren erg complex voor die tijd omdat ze badkamers hadden met afvoerbekkens. De straten van de landgoederen staan loodrecht en hadden goten. Opgravingen onthulden dat deze stad een stad was van moslimhandelaren die, dankzij de kustlocatie aan de Indische Oceaan, zakelijke relaties hadden met de hele wereld. Er zijn verschillende artefacten gevonden, glaskralen uit Venetië, Ming-vazen, Indiase metalen lampen, scharen uit Spanje. De ruïnes zijn nu een populaire toeristische trekpleister.
De historische stad had vanaf de dertiende eeuw een belangrijke haven, waarvan vandaag de dag alleen nog ruïnes over blijven. Er zijn ook graven gedateerd van 1399 tot de zeventiende eeuw. De bevolking moet op het hoogtepunt van de stadsmacht tot meer dan 2.500 inwoners opgelopen zijn. Het is mogelijk dat de inwoners gedwongen werden de stad te verlaten na een inval door troepen van van Malindi of Mombassa in de zestiende eeuw. De Oromo-nomaden, die uit Somalië kwamen, bezetten de stad en verlieten deze vervolgens. De haven werd vervolgens verlaten om pas in 1920 te worden herbouwd.

### Werelderfgoed
De archeologische site van Gedi werd in juli 2024 tijdens de 46e sessie van de UNESCO Commissie voor het Werelderfgoed op de Werelderfgoedlijst geplaatst onder de titel "De historische stad en archeologische vindplaats Gedi". De erkenning werd gemotiveerd met: "Omgeven door een restant kustbos, weg van de kustlijn, was de verlaten stad Gedi van de 10e tot de 17e eeuw een van de belangrijkste Swahili-steden aan de Oost-Afrikaanse kust. In deze periode maakte het deel uit van een complex en internationaal netwerk van handel en culturele uitwisselingen dat de Indische Oceaan overstak en Afrikaanse kustcentra verbond met Perzië en andere gebieden. De weelderige nederzetting wordt duidelijk afgebakend door muren en heeft overblijfselen van huiselijke, religieuze en burgerlijke architectuur en een geavanceerd waterbeheersysteem. Het vertegenwoordigt sterk de kenmerken van de Swahili-architectuur en stedenbouw, waarbij gebruik wordt gemaakt van materialen zoals koraaldoeken, koraal en aardemortel en hout."
Nationaal Park/natuurwoud Mount Kenya · Nationaal park van het Turkanameer · Oude stad Lamu · Heilige Kaya-wouden van Mijikenda · Systeem van Keniaanse meren in de Grote Riftvallei · Archeologische site Thimlich Ohinga · Historische stad en archeologische vindplaats Gedi